# Unquera
Unquera är en ort i Spanien.   Den ligger i provinsen Provincia de Cantabria och regionen Kantabrien, i den norra delen av landet, 300 km norr om huvudstaden Madrid. Unquera ligger 2 meter över havet och antalet invånare är 893.
Terrängen runt Unquera är kuperad åt sydväst, men åt nordost är den platt. Havet är nära Unquera norrut. Runt Unquera är det ganska tätbefolkat, med 67 invånare per kvadratkilometer. Närmaste större samhälle är Llanes, 19,8 km väster om Unquera. Omgivningarna runt Unquera är en mosaik av jordbruksmark och naturlig växtlighet.